# (5842) 1986 CV1
(5842) 1986 CV1 là một tiểu hành tinh vành đai chính. Nó được phát hiện bởi Henri Debehogne ở Đài thiên văn La Silla ở Chile ngày 8 tháng 2 năm 1986.